# Universidade Mentouri de Constantine (edifício)
A Universidade Mentouri de Constantina, ou Campus-Sede da Universidade de Constantina, é um conjunto de edifícios que compõem a cidade universitária da Universidade de Constantina 1, localizados na cidade de Constantina, na Argélia. É um dos projetos do arquiteto Oscar Niemeyer enquanto estava no exílio. As edificações foram inauguradas em 1969.
O auditório é em forma de ave, apoiada em 4 pontos, tendo uma viga invertida biapoiada em triângulos chumbados na grande plataforma de concreto onde há espelhos d'água. A circulação se dá por debaixo desta Praça Magna. O prédio maior é o da salas de aula com 200,00 m, tendo de cada lado nas pontas, balanços de 25,00 m. Tem ainda um edifício em lâmina alta que abriga a administração, e um outro bloco cilíndrico baixo que fazem parte do conjunto.

## Histórico
Devido ao Golpe Militar de 1964 e após ter seu escritório invadido, o arquiteto Oscar Niemeyer deixa o Brasil e muda-se para a França, onde abre um escritório em Paris. Começa então a safra de projetos internacionais, na qual se inclui a Universidade de Constantina.
Niemeyer passa um período na Argélia e leva inclusive amigos brasileiros para compor sua equipe, como João Filgueiras e Darcy Ribeiro.
O Projeto teve sua solução técnica-estrutural concebida pela equipe da Construtora Rabello e escritório da Projectum Engenharia, sediadas no Brasil. Por parte da construtora Rabello, este projeto teve como engenheiro responsável o comendador Raymond Faure.

## Concepção artística
O projeto segundo o criador:
| “ | O projeto não é bom porque é monumental, mas porque nele estabelecemos uma série de princípios. Ali reduzimos o número de prédios de vinte para sete, facilitando a circulação dos alunos e tornando a universidade mais versátil | ” |